# Велень (Марамуреш)
Велень, Велені (рум. Văleni) — село у повіті Марамуреш в Румунії. Входить до складу комуни Келінешть.
Село розташоване на відстані 405 км на північний захід від Бухареста, 34 км на схід від Бая-Маре, 116 км на північ від Клуж-Напоки.

## Населення
За даними перепису населення 2002 року у селі проживали 1387 осіб, з них 1386 осіб (99,9%) румунів. Рідною мовою 1386 осіб (99,9%) назвали румунську.